# دة نو (تشناران)
دة نو (بالفارسية: ده نو) هي قرية تقع في قسم غلمكان الريفي (مقاطعة تشناران) في إيران. يقدر عدد سكانها بـ 37 نسمة .